# Сурова сделка
„Сурова сделка“ (на английски: Raw Deal) е американски екшън филм от 1986 година на режисьора Франк Корачи, с участието на Арнолд Шварценегер, Катрин Харолд, Дарън Макгавин и Сам Уанамакър. Премиерата на филма в САЩ е на 6 юни 1986 г.

## Сюжет
Внимание:  Текстът по-долу разкрива сюжета на произведението (или части от него)!
През декември, в къща дълбоко в гората, мафията убива свидетел под закрилата на ФБР, както и неговите телохранители. Някой от ФБР е предател и е издал тайното място, където е скрит важният свидетел. Сред загиналите е Блеър Шанън – син на агента на ФБР Хари Шанън, който се заклева да отмъсти. За целта той се обръща към най-добрия си приятел – Марк Камински. Камински е бивш агент на ФБР, който го е очаквала брилянтна кариера, но преди години извършва сериозно провинение – пребива заподозрян, който е изнасилил и убил младо момиче. Прокурорът Марвин Бакстър тогава предлага на Марк или да подаде оставка незабавно, или да бъде изправен пред съда. Камински напуска ФБР и става шериф в малък град в отдалечена американска провинция. Съпругата на Марк Ейми, неспособна да устои на такова падение, започва постоянно да се кара с мъжа си и да пие.
Осъзнавайки, че има теч в редиците на ФБР, Шанън предлага на Камински неофициална операция, която ще бъде извършена с лични средства на Хари. Марк, преоблечен като престъпник, трябва да проникне в бандата на Луиджи Патровита и да я унищожи отвътре. Камински фалшифицира смъртта си при експлозия на химически завод и се представя за престъпника Джоузеф Бренер. Първо, „Бренер“ атакува един от клубовете на Мартин Ламански, друг мафиот от Чикаго, който е в ожесточена конкуренция с Патровита. След като е причинил сериозни проблеми на врага на Патровита, „Бренер“ печели доверието на Пауло Рока, главният помощник на боса, и прониква в бандата. В бандата „Бренер“ среща очарователната Моник, една от помощниците на Макс Келер, един от най-страховитите главорези на Патровита.
Скоро „Бренер“ става „нейно гадже“ в бандата. Той организира нападение срещу офиса на ФБР, в резултат на което Патровита възстановява 100 милиона долара хероин и пари, конфискувани от федералните. Тогава „Бренер“ участва в убийството на Ламански, основния съперник на шефа му. Патровита и Рока напълно се доверяват на „Бренер“, но Келър, който го мрази, решава да направи пълна проверка на „Бренер“. Бившият полицейски детектив Бейкър дава на Келър информация за истинския Бренер и Келър решава да постави капан на Марк: той му заповядва да нападне „някакъв полицай“ в гробището. Обектът на атентата е Хари Шанън, приятелят на Марк. Камински е принуден да спре играта и да започне да действа открито. По време на престрелката Шанън е тежко ранен и Марк убива Келър.
Камински се среща с Моник и ѝ предлага да тръгне незабавно към летището, където да го изчака. След това Камински се въоръжава до зъби и започва борба с бандата на Патровита. Първо Марк атакува основния склад на бандата, където се съхраняват огромни запаси от наркотици и пари, а след това Камински пристига в казиното, където самият Патровита се барикадира. При ужасна престрелка самият криминален бос и всички негови поддръжници са убити и освен това Камински намира там същия прокурор Бакстър, който преди време е изгонил Камински от ФБР. Оказва се, че именно Бакстър е бил предателят, който е предавал секретна информация на бандитите и е убил сина на най-добрия приятел на Марк. Камински убива нечестния предател без никакво съжаление и след това отива на летището. Там Марк дава на Моник 250 000 долара и я кани незабавно да напусне САЩ, за да започне нов живот някъде в друга държава.
След като бандата е унищожена, Камински е възстановен на работа във ФБР и се събира с бременната си съпруга Ейми. В болницата Марк посещава своя приятел Хари, който все още не може да ходи в резултат на нараняването си и отказва да се подложи на физиотерапия. За да благодари на Шанън за помощта, Камински го моли да стане кръстник на детето му в замяна на завършване на терапията, с което Хари веднага се съгласява.

## Актьорски състав
| Актьор             | Роля                                                            |
| ------------------ | --------------------------------------------------------------- |
| Арнолд Шварценегер | Шериф Марк Камински / престъпника Джоузеф П. Бренер             |
| Катрин Харолд      | Моник – приятелка на Макс Келер                                 |
| Дарън Макгавин     | Хари Шанън – агент на ФБР и приятел на Марк Камински            |
| Сам Уанамакър      | Луиджи Патровита – престъпен бос от Чикаго                      |
| Пол Шенар          | Пауло Рока – „дясната ръка“ на престъпния бос Луиджи Патровита  |
| Стивън Хил         | Мартин Ламански – престъпен бос, основен конкурент на Патровита |
| Ед Лаутър          | бивш полицейски детектив Бейкър                                 |
| Джо Регалбуто      | Марвин Бакстър – специален федерален прокурор                   |
| Робърт Дави        | Макс Келър – един от най-опасните бандити на Пауло Рока         |
| Бланш Бейкър       | Ейми Камински – съпруга на Марк Камински                        |
| Стив Холт          | Блеър Шанън – агент на ФБР, син на Хари Шанън                   |

## Интересни факти
- Арнолд Шварценегер признава в интервю, че това е първият филм, в който е облечен в нещо солидно. Според Шварценегер „обикновено бях облечен в някакви евтини парцали за 10 долара“.
- Първоначално филмът трябва да излезе под заглавието „Да се договорим“. Сценарият е озаглавен „Тройна личност“. Филмът получава окончателното си име заради желанието на продуцентите да покажат на зрителя веднага, че това е екшън филм.
- Оръжието, което героят на Шварценегер използва при финалната престрелка на филма, е карабината Heckler & Koch HK-94 (цивилна версия на щурмова пушка MP5).
- Преди Шварценегер да се присъедини към проекта, „Сурова сделка“ трябвало да бъде съвсем различен филм. Във филма почти нямало екшън и основният акцент бил върху работата на полицай под прикритие. След като Арнолд получава главната роля, сценарият е значително променен, с добавени две големи сцени с престрелки на финала.